# Neoperla propinqua
Neoperla propinqua är en bäcksländeart som beskrevs av Peter Zwick 1983. Neoperla propinqua ingår i släktet Neoperla och familjen jättebäcksländor. Inga underarter finns listade i Catalogue of Life.